# Tatsuya Fuji
Tatsuya Itō, dit Tatsuya Fuji (藤竜也, Fuji Tatsuya), est un acteur japonais né le 27 août 1941 à Pékin en Chine.

## Biographie
En 1962, il a signé avec Nikkatsu en tant qu'acteur mais commence sa carrière à la Nikkatsu dans des petits rôles. En 1968, Fuji épouse l'actrice Izumi Ashikawa. Fuji est surtout connu pour avoir interprété le rôle principal dans L'Empire des sens et dans L'Empire de la passion de Nagisa Ōshima. Après s'être fait plus rare depuis la fin des années 1980, il relance sa carrière avec le film Jellyfish de Kiyoshi Kurosawa.
Il remporte le prix du meilleur acteur de Prix du Film du Tokyo Sports pour son rôle dans Ryuzo 7 en 2015.

## Filmographie partielle
- 1962 : Bōkyō no umi (望郷の海?) de Takumi Furukawa
- 1964 : Le Soleil noir (黒い太陽, Kuroi taiyō?) de Koreyoshi Kurahara
- 1964 : Kuroi kaikyo (黒い海峡?) de Mitsuo Ezaki
- 1965 : Shirotori (城取り?) de Toshio Masuda
- 1965 : The Cat Gambler (賭場の牝猫, Toba no mesuneko?) de Haruyasu Noguchi : l'inspecteur Endo
- 1965 : Woman Gambler (賭場の牝猫 素肌の壺振り, Toba no mesuneko: Suhada no tsubofuri?) de Haruyasu Noguchi : l'inspecteur Endo
- 1967 : Gappa le descendant de Godzilla (大巨獣ガッパ, Daikyojū Gappa?) de Haruyasu Noguchi
- 1968 : Le Vaurien (無頼より 大幹部, Burai yori daikanbu?) de Toshio Masuda : Suzuki
- 1969 : Les Loups sauvages (野獣を消せ?) de Yasuharu Hasebe
- 1969 : Arakure (あらくれ?) de Yasuharu Hasebe
- 1969 : Le Territoire du sang versé (広域暴力団 流血の縄張, Kōiki bōryoku: Ryuuketsu no shima?) de Yasuharu Hasebe
- 1970 : Stray Cat Rock: Female Boss (女番長野良猫ロック, Onna banchō nora-neko rokku?) de Yasuharu Hasebe
- 1970 : Stray Cat Rock: Sex Hunter ou Boulevard des chattes sauvages (野良猫ロック セックスハンター, Nora-neko rokku: Sekkusu hantā?) de Yasuharu Hasebe
- 1976 : L'Empire des sens (愛のコリーダ, Ai no korīda?) de Nagisa Ōshima
- 1978 : L'Empire de la passion (愛の亡霊, Ai no bōrei?) de Nagisa Ōshima
- 1983 : P. P. Rider (ションベン・ライダー, Shonben raidā?) de Shinji Sōmai : Genpei
- 1986 : Keshin (化身?) de Yōichi Higashi
- 1994 : Kappa (河童?) de Tatsuya Ishii
- 2003 : Jellyfish (アカルイミライ, Akarui mirai?) de Kiyoshi Kurosawa : Shin'ichiro Arita
- 2003 : The Man in White (許されざる者, Yurusarezaru mono?) de Takashi Miike
- 2004 : Rikidozan (역도산, Yeokdosan) de Song Hae-sung
- 2004 : Umizaru (海猿?) de Eiichirō Hasumi
- 2004 : Mura no shashinshū (村の写真集?) de Mitsuhiro Mihara
- 2005 : Kamataki (ja) de Claude Gagnon
- 2014 : Zakurosaka no adauchi  (柘榴坂の仇討?) de Setsurō Wakamatsu
- 2015 : Ryuzo 7 (龍三と七人の子分たち, Ryūzō to 7 nin no kobun tachi?) de Takeshi Kitano
- 2017 : Vers la lumière (光, Hikari?) de Naomi Kawase : Kitabayashi

## Récompenses
Sauf indication contraire, les informations mentionnées dans cette section peuvent être confirmées par la base de données cinématographiques IMDb,  présente dans la section « Liens externes ».
- 1976 : Hōchi Film Award du meilleur acteur pour L'Empire des sens[3],[4]
- 2004 : prix du meilleur acteur pour Jellyfish et The Man in White aux Japanese Professional Movie Awards[5]
- 2005 : Coupe d'Or du meilleur acteur pour Mura no shashinshū au festival international du film de Shanghai
- 2015 : prix du meilleur acteur pour son rôle dans Ryuzo 7 lors de la 25e cérémonie des prix du Film du Tokyo Sports[2]